# Gasoducto Báltico
El Gasoducto Báltico (en ingles Baltic Pipeline Project), es un proyecto de gasoductos en construcción entre el sector noruego del Mar del Norte y Polonia. Es un proyecto de infraestructura estratégica para crear un nuevo corredor de suministro de gas. Cuando se complete a fines de noviembre del 2022 (ya parcialmente operativo desde el 26 de septiembre), transportará gas natural desde el Mar del Norte a Polonia a través de Dinamarca hasta 10 mil millones de metros cúbicos (350 mil millones de pies cúbicos) por año. El proyecto está siendo desarrollado por el operador del sistema de transmisión de gas y electricidad danés Energinet y el operador del sistema de transmisión de gas polaco Gaz-System. El proyecto está reconocido como proyecto de interés común de la Unión Europea.

## Historia
El proyecto comenzó en el 2001, cuando la empresa danesa de petróleo y gas DONG y la empresa polaca de petróleo y gas PGNiG firmaron un acuerdo sobre la construcción del gasoducto y el suministro danés de gas a Polonia. Se acordó establecer un consorcio de oleoductos con dos tercios de las acciones pertenecientes a DONG y un tercio a PGNiG con la posible participación de Statoil. Sin embargo, poco tiempo después, el proyecto fue suspendido debido a la factibilidad económica.
El proyecto se revivió en el 2007. El 2 de mayo de 2007, PGNiG y Energinet, un operador del sistema de transmisión danés, que se hizo cargo de la red de transmisión de gas natural danés de manos de DONG, firmaron un acuerdo para explorar la posibilidad de construir el Gasoducto.. En agosto del 2008, el gobierno polaco reemplazó a PGNiG con el operador de tuberías totalmente estatal Gaz-System como socio del proyecto.

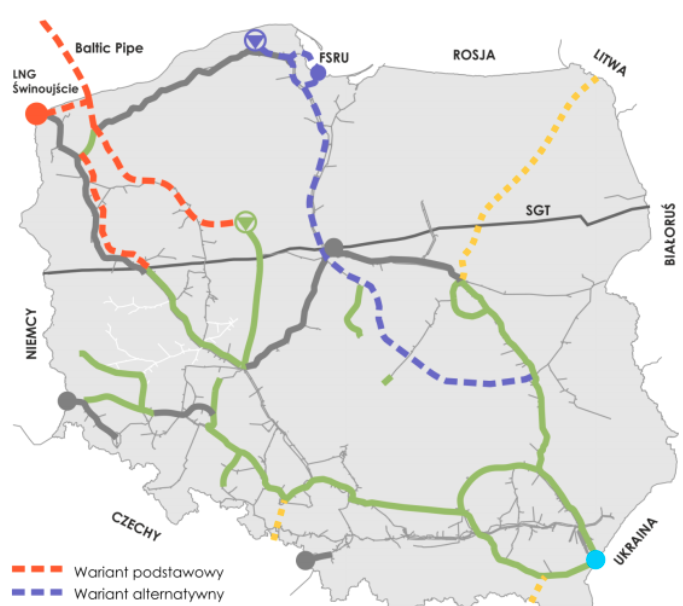
El destino del proyecto de los gasoductos polacos

El 18 de mayo del 2009, la Comisión Europea lanzó una convocatoria de propuestas de subvenciones en el marco del Programa Europeo de Energía para la Recuperación. Propuso asignar unos 150 millones de euros para la ejecución de los proyectos Skanled y Baltic Pipe. La Comisión Europea aportó 3,2 millones de euros para el diseño técnico del oleoducto.  Sin embargo, el 16 de junio del 2009, Gaz-System suspendió la implementación del proyecto debido a la suspensión del proyecto Skanled y la falta de demanda de gas natural en Polonia. El proyecto fue reactivado por Polonia en febrero del 2010 después de revisar el proyecto,  para reducir su uso de carbón y gas del este.
El proyecto actual se inició en el 2016 cuando se realizó un nuevo estudio de factibilidad. El proyecto fue incluido en la primera lista de proyectos de interés común de la Comisión Europea en el 2013, y en la lista vinculante el 18 de noviembre del 2015. El 24 de noviembre del 2017 fue incluido por tercera vez. A mediados de 2017, Energinet y Gaz-System lanzaron el procedimiento de temporada abierta. En enero del 2018, firmaron acuerdos de capacidad de 15 años con participantes del mercado. En 2018, se celebraron audiencias públicas en Dinamarca, Suecia, Alemania y Polonia. En julio del 2018 se concedió una subvención de 18,3 millones de euros del Mecanismo Conectar Europa. En abril de 2019, la Comisión Europea concedió una financiación de 214,9 millones de euros al proyecto.
Entre el 2018 y 2020 se llevaron a cabo trabajos de análisis, estudio y diseño con el fin de obtener los permisos necesarios para la construcción y operación del oleoducto costa afuera del Báltico.

Generación de electricidad en Polonia por fuentes naturales

En el 2018, el 48 % de la electricidad producida en Polonia provino de la Hulla, el 29 % de lignito, el 13 % de fuentes renovables (principalmente Energía eólica) y el 7 % de Gas natural.
El 3 de junio del 2021, la Junta Danesa de Apelaciones Ambientales y Alimentarias anunció que había derogado un permiso de tierras emitido en el 2019 para el Gasoducto. Según la junta de apelaciones, un permiso para el proyecto otorgado por la Agencia Danesa de Protección Ambiental no establecía suficientemente las medidas que se tomarían para proteger a los lirones, ratones de abedul nórdico y murciélagos durante la construcción de la tubería de 210 kilómetros (130 millas), a través de Dinamarca. La decisión significó que la agencia ambiental de Dinamarca necesitaba realizar más estudios.
El 19 de junio de 2021, la Agencia Danesa de Protección Ambiental informó que el Baltic Pipe Project puede reanudar los trabajos de construcción en partes específicas de la ruta de 210 kilómetros que atraviesa Dinamarca. Se espera que el proyecto general se retrase 3 meses, pero que podrá entregar una gran parte de la capacidad acordada para octubre de 2022 trabajando para entregar la capacidad total para fines del 2022.
El 21 de diciembre del 2021, la Agencia Danesa de Protección Ambiental comenzó el período de audiencia de 8 semanas para el Informe de Evaluación de Impacto Ambiental del gasoducto y el borrador de audiencia para el proyecto.
El 1 de marzo del 2022, la Agencia Danesa de Protección Ambiental emitió un nuevo permiso ambiental para el Gasoducto Báltico, después de que el permiso original fuera revocado por la Junta Danesa de Apelaciones Ambientales y Alimentarias en el 2021. Con el nuevo permiso, Energinet puede reiniciar la construcción de partes. del proyecto en la parte oriental de la península de Jutlandia y en la parte occidental de la isla de Fionia.
En abril del 2022, se realizó la conexión del Mar del Norte. El trabajo aún permanecía en tierra.
Energinet planea poner en marcha el Gasoducto con capacidad parcial a partir del 1 de octubre del 2022, utilizando partes del sistema de transmisión de gas existente en Dinamarca como reemplazo temporal de las partes que se han retrasado. Se espera que todo el proyecto esté operativo a plena capacidad anual de hasta 10 BCM para el 1 de enero del 2023. En agosto, la tubería se había soldado, probado y limpiado entre Dinamarca y Polonia. El 15 de septiembre, PGNiG anunció que no se encontraron hidrocarburos en el yacimiento de petróleo y gas noruego Copernicus, del cual posee el 50%. El 23 de septiembre, PGNiG y Equinor anunciaron un suministro de gas de 10 años a través de Baltic Pipe a 2400 millones de metros cúbicos (85 000 millones de pies cúbicos) por año, del 2023 al 2033. La inauguración tuvo lugar en Szczecin, Polonia, el 27 de septiembre del 2022.

## Características técnicas del Gasoducto
El oleoducto submarino original de 275 kilómetros (171 millas) debía conectar Faxe South en Dinamarca y Niechorze-Pogorzelica en Polonia. El coste de construcción de ese oleoducto se estimó en 335-350 millones de euros, dependiendo del diámetro de la tubería. Se planeó construir permitiendo flujos de gas en ambas direcciones.
El proyecto actual consta de cinco segmentos principales:
- El gasoducto en alta mar del Mar del Norte: un gasoducto en alta mar entre el sistema de gas noruego en el Mar del Norte y el sistema de transmisión de gas danés. Estará vinculado a Europipe II, que conecta Noruega y Alemania. Su recalada será en la costa oeste de Dinamarca, cerca de Blaabjerg. El gasoducto costa afuera será construido y operado por Energinet.
- En tierra en Dinamarca: expansión del sistema de transmisión danés existente de oeste a este, incluidos 200 kilómetros (120 millas) de nuevas tuberías. Las ampliaciones previstas en Dinamarca incluyen la construcción de un nuevo oleoducto desde Blaabjerg a Nybro, la construcción de una planta receptora en Nybro, la construcción de un nuevo oleoducto desde Egtved hasta Little Belt, la construcción de un nuevo oleoducto a través de Little Belt, la construcción de un nuevo oleoducto sobre Fiona desde Little Belt hasta Nyborg, construcción de un nuevo oleoducto en Selandia desde Kongsmark hasta el recalada en alta mar del Mar Báltico en la parte sureste de Zelanda. Será construido y operado por Energinet.
- Una estación compresora en Dinamarca ubicada en la parte este de Zelanda, que es necesaria para la tubería entre Dinamarca y Polonia. También asegurará el flujo inverso. Será construido y operado por Energinet, y está cofinanciado por Gaz-System.
- El gasoducto en alta mar del Mar Báltico de 275 kilómetros (171 millas) entre Dinamarca y Polonia que proporciona transmisión bidireccional de gas. La ruta atraviesa las áreas marítimas danesa y polaca y la zona económica exclusiva sueca con recaladas preferidas en Faxe Sur de Dinamarca y en Niechorze–Pogorzelica en Polonia. El oleoducto marino será construido y operado por Gaz-System.
- En tierra en Polonia: expansión del sistema de transmisión de gas polaco, incluidos 230 a 340 kilómetros (140 a 210 millas) de tubería nueva y tres estaciones compresoras de gas. Consiste en la construcción del gasoducto terrestre que conecta el gasoducto marino con el sistema de transmisión nacional, la construcción del gasoducto Goleniów-Lwówek, la ampliación de la estación compresora de gas de Goleniów, la construcción de la estación compresora de gas Gustorzyn y la ampliación de la estación compresora de gas Odolanów. estación compresora. Será construido y operado por Gaz-System. Tendrá una capacidad de transporte de gas de 10 000 millones de metros cúbicos al año (350 000 millones de pies cúbicos al año) de Noruega a Dinamarca y Polonia, y de 3 000 millones de metros cúbicos al año (110 000 millones de pies cúbicos al año) de Polonia a Dinamarca.[28]  Se espera que la tubería desde el Mar del Norte hasta Polonia tenga una longitud total de 800 a 950 kilómetros (500 a 590 millas).

El Gasoducto Báltico tendrá la capacidad de reemplazar aproximadamente el 60% de las importaciones de gas polaco provenientes de Rusia a través del gasoducto Yamal, en mayor medida, debido a la disputa que están sosteniendo Rusia y Ucrania por la invasión que esta amenazando con la ya reiterada amenaza del presidente ruso Vladimir Putin de cortar el suministro de gas hacia toda Europa y por ende por los sabotajes de terrorismo que se están acusando entre ellos .